# Emiliano Mulieri
Pas d'image ? Cliquez ici

a Compétitions nationales et continentales officielles uniquement.

b Matchs officiels uniquement.
Dernière mise à jour le 23 mars 2022.
Emiliano Mulieri, né le 14 août 1973 à Mar del Plata, est un joueur de rugby à XV international argentin, qui évoluait au poste d'ailier ou d'arrière.

## Biographie
Emiliano est formé au Belgrano Athletic Club, l'une des grandes formations de la banlieue de Buenos Aires.
Après avoir joué pour son club de Belgrano Athletic Club en Argentine avec lequel il a connu une sélection internationale en équipe d'Argentine le 4 octobre 1997 contre l'équipe du Chili, il rejoint le FC Grenoble pour la saison 2001-2002.
L'année d’après il part en Italie pour jouer avec le Rugby Calvisano avec lequel il remporte la Coupe d'Italie en 2004 et le championnat d'Italie en 2005.
C'est avec ce club qu'il découvre la H Cup.
L'année suivante il signe avec le Benetton Rugby Trévise avec qui il dispute notamment aussi la H Cup.
Avec ce club il remporte trois nouveaux titres en championnat d'Italie, en 2007, 2009 et 2010, ainsi qu'une nouvelle Coupe d'Italie en 2010, et deux Supercoupes d'Italie (it) en 2006 et 2009.
Enfin il termine sa carrière au Mogliano Rugby SSD.

## Palmarès

### En club
- Championnat de France de Pro D2 :
  - Vice-champion (1) : 2002
- Championnat d'Italie :
  - Vainqueur (4) : 2005, 2007, 2009 et 2010
  - Finaliste (4) : 2003, 2004, 2006 et 2008
- Coupe d'Italie :
  - Vainqueur (2) : 2004 et 2010
  - Finaliste (2) : 2003 et 2011

## Distinctions
- Comité olympique national italien Champion d'Italie
  -  : 2007[5]